# 保罗·戈尔古洛夫
保罗·戈尔古洛夫（俄语：Павел Тимофеевич Горгулов；1895年6月29日—1932年9月14日）是一个无政府主义的白俄移民。他于1932年5月6日暗杀了法兰西第三共和国总统保罗·杜美，随后被逮捕并斩首处决。

## 生平
戈尔古洛夫出生于俄罗斯库班地区的拉宾斯克市。 在第一次世界大战期间服役导致头部受重伤之前，他研究过医学。在1917年的俄国革命期间，他在俄罗斯白军服役而对抗布尔什维克，并且在移民到捷克斯洛伐克的布拉格之前完成了他的学业。 后来他因为进行堕胎被捷克斯洛伐克驱逐出境，因为堕胎在当时是非法的。他搬到巴黎然后去了尼斯，1931年他再次被发现犯有非法行医行为，并被法国驱逐出境。于是他申请了一份居住在摩纳哥的许可证并且被接受了，他一直住在那里直到1932年5月4日。

## 刺杀总统
1932年5月6日，巴黎的所罗门罗斯柴尔德公馆举办了一个书展，法国总统保罗·杜美也出席了书展。
戈尔古洛夫抵达公馆，藏有一把手枪。然后，他从后面接近总统，拿出枪并且开了三枪。 其中两发子弹击中总统，一发打在头后部，另一发打在右腋下。总统摔倒在地上并且被送往巴黎的Beaujon医院，但第二天就去世了。展览的作者之一Claude Farrère设法与戈尔古洛夫搏斗，直到警察到达。戈尔古洛夫谋杀的动机是他认为法国未能支持俄罗斯反对布尔什维克主义的俄罗斯白军。
戈尔古洛夫立刻被捕，并且于1932年7月25日在Assize法院接受审判。两天后，陪审团拒绝了戈尔古洛夫精神不正常的说法。 最终在8月20日，法国最高上诉法院驳回了对其精神错乱的辩护。9月14日，戈尔古洛夫在巴黎LaSanté监狱被断头台处决。 他的最后一句话是“Россия，моястрана！” （“俄罗斯，我的祖国！”）。